# Teatri di Pietra
Teatri di pietra è una manifestazione di teatro, danza e musica che, all'attivo da più di 10 anni, si svolge nei teatri e anfiteatri romani d'Italia. Prevede la partecipazione di più di 20 compagnie ed è organizzata dall'associazione Capua Antica Festival sotto la direzione del M° Aurelio Gatti.
Si svolge all'aperto nei teatri romani, per cui ha inizio nella prima decade del mese di luglio proseguendo fino alla fine di agosto. 
L'Associazione Capua Antica Festival, collabora a stretto contatto con le Amministrazioni Locali e le Soprintendenze dei Beni Culturali che gestiscono i siti archeologici.
La ricchezza del patrimonio è di inestimabile valore e la direzione del M° Aurelio Gatti, ha fatto in modo di aumentare la protezione e la conoscenza mediatica.
Nell'anno 2010, la manifestazione ha interessato:
- 14 siti archeologici in Sicilia (Selinunte, Piazza Armerina, Modica, Noto, San Cipirello, Santa Croce Camerina, Palazzolo Acreide, Termini Imerese, Calascibetta, Castelbuono, Nicosia, Cattolica Eraclea, Morgantina e Villarosa);
- 3 in Campania (Teano - la cui ristrutturazione è stata fortemente voluta dal Direttore Artistico, Alife e Piedimonte Matese);
- 2 in Basilicata (Grumento e Maratea);
- 2 nel Lazio (Sutri e Cassino);
- 1 in Toscana (Volterra).